# Internet Initiative Japan
Internet Initiative Japan, Inc. (株式会社インターネットイニシアティブ?, Kabushiki-gaisha Intānetto Inishiatibu) è un'azienda giapponese di telecomunicazioni che offre servizi Internet e WAN, nonché servizi di esternalizzazione a valore aggiunto, cloud computing e integrazione di sistemi.

## Storia
La Internet Initiative Japan (IIJ) venne fondata nel dicembre del 1992 nell'ambito del progetto WIDE, diventando la prima azienda giapponese a offrire servizi legati a Internet nel paese.
La IIJ entrò nel mercato dell'Internet a banda larga nel 1998 attraverso la Crosswave Communications (CWC), compagnia nata da una joint venture tra Toyota, Sony e la stessa IIJ. L'accesa concorrenza nel settore delle telecomunicazioni e lo scoppio della bolla delle dot-com costrinsero tuttavia la neonata società ad avviare pochi anni dopo la sua fondazione un procedimento di ristrutturazione aziendale e a cedere le proprie quote alla Nippon Telegraph and Telephone (NTT), la quale arrivò ad acquisire nel 2003 anche circa il 30% della IIJ.
Nei primi anni duemila la IIJ emerse comunque come una delle aziende leader nella ricerca, nello sviluppo e nella diffusione in Giappone della tecnologia IPv6, nonché una delle maggiori aziende giapponesi nel settore del cloud computing tramite il servizio denominato IIJ GIO.
Dal 2001 gestisce inoltre l'operatore virtuale di rete mobile IIJmio, il quale si appoggia sulla rete della NTT docomo.